# オートマチックトランスミッションフルード

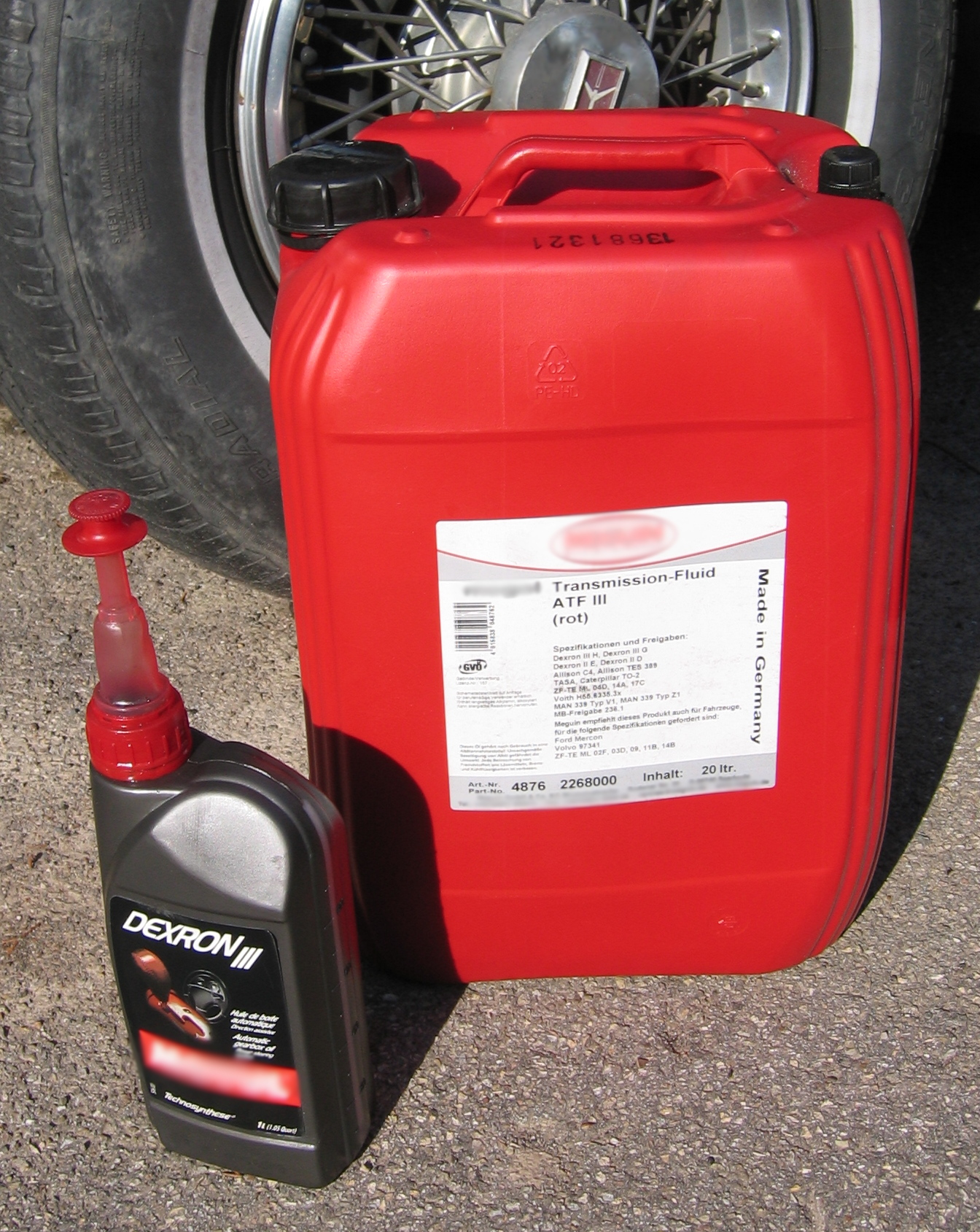
オートマチックトランスミッションフルード

オートマチックトランスミッションフルード（英語: Automatic transmission fluid）とは、乗り物の自動変速機やオートマチックトランスミッションで使用される流体（フルード）である。日本語では自動変速機油と呼ばれ、一般的にはオートマオイル、ATオイル、ATフルードとも称される。しばしばATFの頭字語も用いられる。

## 概要
ATFは変速機を持つ乗り物（例：液体式（流体式）の気動車・ディーゼル機関車）や自動車に用いられるオイルの一種であり、ギアオイルの一種ともいえる液体であるが、下記のような差異も見られる。ATFはエンジンオイルとの区別のために赤色、もしくは緑色、あるいは青色に着色される。ほとんどの乗り物ではATFの容量判定はエンジンが始動中にオイルレベルゲージをチェックすることで行われる。ATFは（前輪駆動等、エンジンと駆動軸が近い等でファイナルギア・ディファレンシャルギアをトランスミッションに内包したトランスアクスルである場合は特に）エンジンオイルと比較しても使用量が非常に多く、一般的な日本車のエンジンオイルが 2 - 4 L の容量に対して、ATFは 6 - 10 L 前後にまで達する。気動車等における液体式もしくは流体式という呼称での液体あるいは流体もこのATFのことである。
ATFはしばしば各製造メーカーや各車種ごと異なる設計のトランスミッションの特別な要件のために最適化される、非常に専門的なオイルでもある。通常のギアオイルに要求される歯車の潤滑と同時に、油圧バルブの操作や、ブレーキバンドの摩擦やトルクコンバータの作動も同時にこなさなければならず、非常に多岐にわたる要求性能を同時に満たさなければならない。油脂ではあるがオイルと呼ばれたりフルードと呼ばれたりするのは前者は潤滑作用を指し、後者は（後述の他用途を含めた）油圧作動に関わる側面を指してのことである。
また、ATFは油圧を用いるパワーステアリングの油圧作動油（hydraulic fluid）としても用いられる事があった他、いくつかの四輪駆動車のトランスファーオイル、あるいは多くの近代的な前輪駆動車や、ゲトラグ社などの一部の変速機メーカーが製造する特定のマニュアルトランスミッションのギアオイルとしても利用されることがある。また二輪車等のサスペンションのフォークオイルとしても利用されることがある。
広義のオートマチックトランスミッションに含まれる無段変速機（CVT）の場合にもATFと外見が似たCVTフルード（CVTF）が用いられるが、CVTはATと内部構造が全く異なり、またその形式によってもフルードに対する要求性能が全く異なるため、CVTFはそのCVTに対して専用のものが同時開発される事例もしばしばみられる。ゆえにATFとの混用は厳に忌避されている。ただし、一部のアフターマーケットブランドではAT・CVT共用のものもある（例：和光ケミカルのATF HYPER-S（2018年廃盤→2019年にATFとCVTFを別製品化））。一方でトヨタ系ハイブリッド車等のTHSのような遊星歯車機構を用いた電力・機械併用式CVTではATFが指定となっているものもある。

## 近年の使用例
近代的なATFは特定の仕様のATFに必要な要求性能を満たすことを意図した、さまざまな混合物が通常含まれている。ほとんどのATFには防錆剤、消泡剤、洗浄剤、分散剤、耐摩耗性添加剤、抗酸化化合物、界面活性剤、低温流量改善剤、高温増粘剤、ガスケット保護材、そして石油系染料などを組み合わせたものが含まれている。
ATFにはDEXRON（デキシロン）やMERCON（マーコン）シリーズをはじめとする数多くの規格が存在する。そして自動車メーカーは各車種に対して適切なATF規格を選定し、車両の取扱説明書にはメーカーが推薦するATFの規格が明記されることになる。
ATFはそれぞれのトランスミッションの要求性能に応えるために、性能向上のための添加剤が数多く添加される。DEXRON規格に代表されるいくつかの汎用的なATF規格が、市場の中で競合するオイルブランドにラインナップの一つとして提供されている。そこでは異なるメーカーが同じ要求性能を満たすために、同じ規格の製品でも異なった化学物質を使用している。オイルメーカーはそのATF規格を満たすためにATF規格の制定元の認証試験をクリアし、OEM元からアンダーライセンスを受けて製品を販売している。ほとんどのATF規格はオープンな仕様となっており、サードパーティのオイルメーカーへの認可や自動車メーカーに対する証明を行っている。
その一方で特定メーカーの特定車種の要求性能のみに特化した専用規格も数多く存在し、こうした規格を採用するいくつかの自動車メーカーは純正もしくは真の意味での純正品Original Equipment Manufacturer (OEM)のATFを必要とする。
かつての汎用的なATF規格の中には鉱物油をベースにしたものも多かったが、現在のOEM規格は化学合成油をベースに規格を制定している。各メーカーにはATFに対する特別な要求性能が存在し、不適切なATFを使用することでトランスミッションの不調や大きな故障を招く可能性がある。特にオートマチックトランスミッションそのものの多段化やロックアップの多用化、ATF自体の低粘度化などで新しい構造のトランスミッションに古い規格のATFは適さなくなっている。

## 現在のATF規格
- ATF+4 - ダッジ、ジープ、クライスラー[1]
- Mercon V - 多くのフォード車、マーキュリー、リンカーン
- Dexron VI - ほとんどのGM車、一部のフォード車
- Dexron III Type H - 旧世代のトヨタ車と三菱車、ほとんどのダイハツ車といすゞ車、その他アイシン精機（現:アイシン）製AT搭載車
- ATF-Z1 （2011年から段階的に廃止） - 全てのホンダ車とアキュラ車（CVTを除く）
- ATF DW-1 - 全てのホンダ車とアキュラ車（CVT及び軽自動車を除く）
- SP-III - 現在の三菱車、全てのヒュンダイ車と起亜車（CVTおよびDCTを除く）
- JASO 1A - JASO規格によるもの。日本車全般のAT向けとされる。
- JASO 1A-LV - JASO規格によるもの。日本車のうち低粘度ATFを用いるAT向け。
- T-IV - 現在の多くのトヨタ
- ATF WS - トヨタ・クラウン、トヨタ・セルシオ、レクサスなどのトヨタ上位車向け多段AT
- ATF D3-SP - 全てのダイハツ車
- マチックフルードD - ほとんどの日産車、旧世代のマツダとスズキとスバル、その他ジヤトコ製AT搭載車
- マチックフルードJ - 日産・スカイライン、日産・シーマ、インフィニティなど日産上位車向け多段AT
- ATF M-V - マツダ車（非SKYACTIV-DRIVE搭載車向け、主にFN4A-EL型[注釈 2]等）
- ATF FZ - マツダ車（SKYACTIV-DRIVE搭載車向け、青色）
- ATF A7 - マツダ車（SKYACTIV-Xエンジン搭載車向け）
- ECVTフルード - 現在の多くのスバル車（CVTと共用可）

上記の規格は同一メーカーの多くの車種で共用が可能な比較的汎用性の高いものである。同じ規格系列で最新のリビジョンを持つものは、旧リビジョンの下位互換である場合も多い。しかしその一方で、車種やメーカーによっては特定の年式の特定のATにのみ指定される特殊な規格が使用されることも珍しくはない。 
化学合成油のATFは主にアフターマーケットブランドで入手できる。鉱物油に比べて熱負荷、酸化やせん断抵抗性に優れているために長期間初期性能が維持でき、頻繁にトレーラーやキャンピングカーの牽引を行う場合など、特定の用途においてパフォーマンスと寿命の向上が期待できる。

## ATFの状態判断
ATに挿入されているオイルレベルゲージを引き抜き、白色の布などで先端をふき取り、ATFの色を判定することでおおまかなチェックができる。暗い茶色や黒色に変色しているATFは、何らかの原因でトランスミッションに問題が発生している、車体に過負荷が掛かっている、あるいはATFの耐用年数が超過しているなどの指標となる。
酷使されたATFは潤滑性能が低下し、摩擦材（主にクラッチとブレーキバンド）を不用意に減少させる要因になる。そのようなATFを交換しなかった場合、トランスミッションの摩耗を加速させ、正常だったトランスミッションを台なしにする可能性がある。しかし、ほとんどのATFが使用によってある程度暗い色になるため、色の判定だけがATFの耐用年数を示す完全に信頼できる要素とはならない。メーカーが推奨する交換間隔が、ATFの寿命を把握するより信頼できる要素となるが、整備履歴や走行距離が不明な場合は色の判定がATFの耐用年数を推測する一般的な手段となる。

## 歴史
1950年代から1960年代、あるいは1970年代までは、ATFには摩擦調整剤（friction modifier）として、鯨油が含まれていた。しかし鯨油は高温で失活してしまう欠点があり、1970年代以降は排ガス規制と燃費対策のためにエンジン冷却水の温度を高く保つことが不可欠となったため、鯨油は次第に自動車の変速機を潤滑する添加剤として不適となっていった。
そして鯨油が商業捕鯨モラトリアムにより入手困難となったことで、オリジナルのDEXRON Type BやType Aなどの旧規格のATFの継続生産も困難となった。このときゼネラルモーターズは鯨油が添加されたATFを取り換えるためにDexron II Type C、後にはDexron II Type Dを発売することになった。
日本に置いては、主にGM系の技術で発展しDexron系ATFを使用するトヨタ・アイシンのグループと、フォードからの技術導入で共同設立され当初はMercon系で後に独自のATFを用いるジヤトコのグループ、それらとは別に独自の内製ATを開発してやはり独自のATFを用いるホンダでおおむね3通りのATFが市場に存在した。2000年代中盤、それまで市場の主流であったDexron III/H及びMercon規格が全面改定されることになったのを契機に、社団法人自動車技術会が日本自動車技術会規格(JASO規格)の中で新たに日本車向け汎用ATF規格（後のJASO 1A）を策定することとなった。その際に既存の既存のATF評価基準であるJASO M315の評価内容について自動車メーカー、変速機メーカー、油脂メーカー、内部部品メーカーなど、多くのメーカーにATFの評価基準についてどのような点を最重要項目とすべきかをヒアリングしたところ、メーカーによって重要とする項目が全くまちまちであったという記録が残っている。
汎用ATF規格が制定されたことにより、一部の例外を除いて系譜をまたいで使用できる社外品ATFが製品化され普及した他、純正品でもある程度は汎用規格にも準拠するため、自前の整備工場を持つ交通系の事業者などの大口需要家の場合、複数メーカーの車種を運用していても粘度等が合致すれば油脂類を同一銘柄で揃える等で共用することも可能となった。

## ATFの冷却
今日のATは非常に熱負荷が大きいことが一般的であるため、通常何らかの形で車体にはATF用のオイルクーラーが装着される。エンジンオイルと同様に空冷式である場合と、水冷式の場合がある。
空冷式はサーモスタットが内蔵されてオーバークールを防いでおり、高速度で走行風が通過するほど熱交換率が高まるためにハイパフォーマンス車で広く用いられる。水冷式はラジエーターコアの一部にATFを循環させるものであり、低速度でも安定してATFの温度管理ができるため、ファミリーカーで広く用いられている。

## ATFの交換

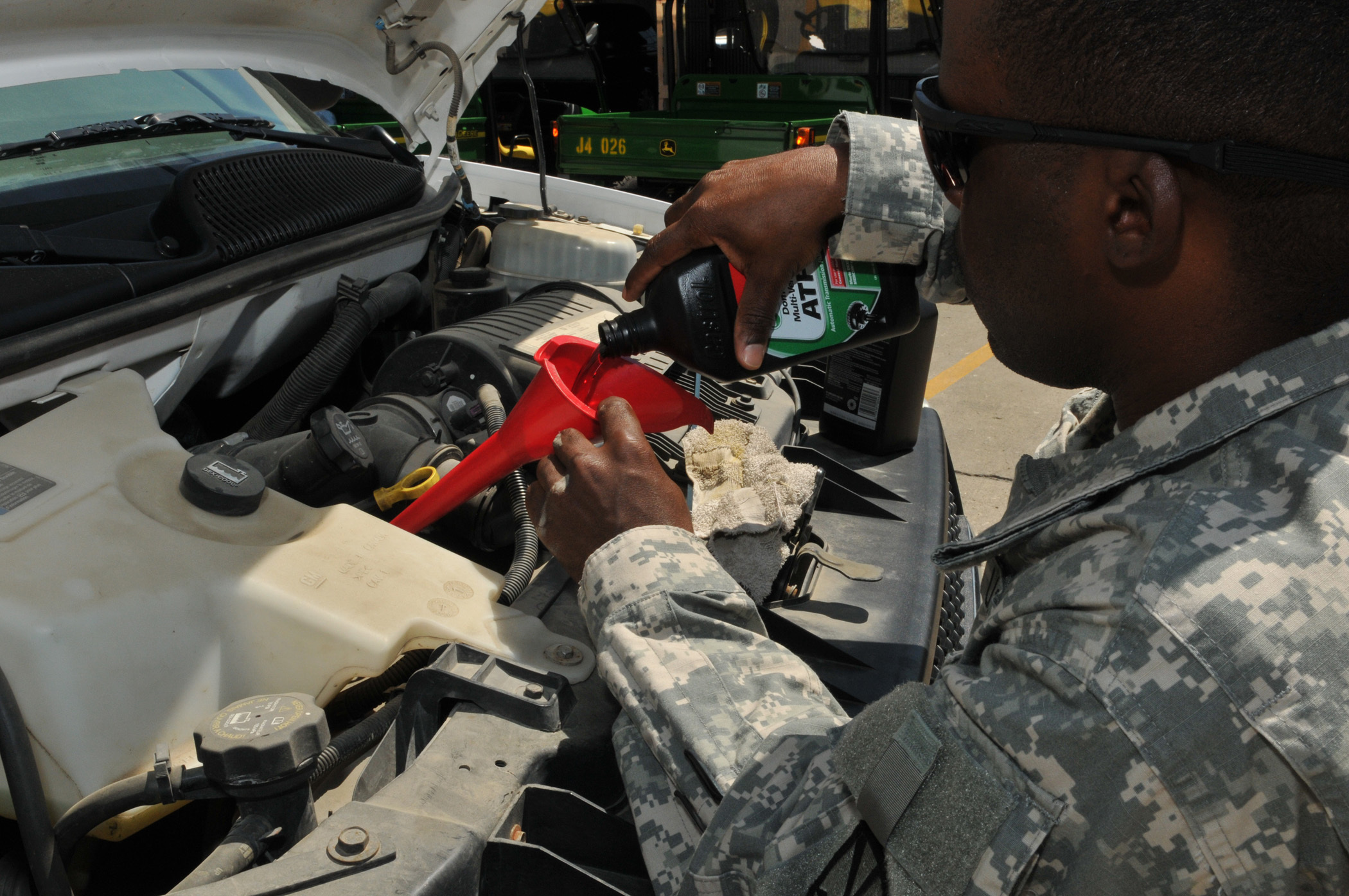
ATFの補給

ATFは今日では変質しにくい化学合成油が主体であり、エンジンオイルのようにブローバイが混入せず、ギアオイルのように極端な極圧が掛かることも少ないため、これらの油脂ほど急速に酸化やせん断による劣化をする事は稀である。但しATのトルクコンバーターのスリップなどによる熱負荷は極めて大きく、ATF冷却用の水冷式オイルクーラーがラジエータータンク内に装備されるのが一般的だが、熱負荷により次第に劣化する。ATのオイルパン内部には遊離した鉄粉をキャッチする強力なマグネットが置かれている場合も多い。
ATFも新しい方が性能は良いが、長い間無交換だったATFを交換すると、清浄分散能が高いために壁面についたスラッジが遊離してバルブボディーなどの狭い通路に詰まる可能性がある。従ってATF交換とともにフィルターの交換やオイルパンの清掃などを行うのが望ましい。あるいは一度にスラッジが遊離するのを防ぐために必要量の半分程度を新しいATFに交換することを複数回行い、次第に新油の割合を高める方法がある。
メーカーによってはその車両の寿命が尽きるまで無交換でもよいとしている例もあるが、それは新しいATFに交換したときにスラッジが遊離してトラブルを起こすことを考えての方針である。熱負荷による劣化、多板クラッチやブレーキバンド摩耗、あるいはギアやベアリングなど金属部品の摩耗によるスラッジの堆積、それに伴うオイルフィルターの詰まり等も発生するため、下記の事項に注意したうえで、やはり数万キロ程度の適度な間隔で交換することが望ましい。
- ATFの状態を判断する基準は、ATFの色調および走行距離である。通常は透明で明るい色（赤系であればおおよそ赤ワイン色）だが消耗するにつれて黒くなり透明度が低下する。
- ATの構造上、一度の作業でATFをすべて交換することは極めて難しい。特にオイルパンを外したりドレーンボルトから排出する程度では、大量のATFがトルクコンバーター内に残っている。 それ故にライン充填と異なるATFを使用することは推奨されていない。
- ATFチェンジャーは所謂圧送方式による交換をする場合、オイルパン側に一切アクセスせず直接オイル配管に接続して大半のATFを入れ替えられるのが利点であるが、この際の外部から油圧でAT内、特にオイルパン内に沈殿したスラッジが浮き上がってATに不具合を起こす可能性は指摘されている。
- 一方でチェンジャーを用いエンジンをアイドリングさせレベルゲージ穴から古いATFを吸い取り新しいATFを注入を繰り返す方式では圧送方式ほどはスラッジが浮きにくいものの、新しいATFを注入するたび循環させる時間を要することと新しいATFの比率を高めるために必要量以上のATFを必要とする欠点がある。
- ATFを交換する場合には、同時にバルブボディーのフィルター、オイルパンのスラッジ清掃や、マグネットからの鉄粉除去を行うことが望ましい。
- オイルパン内に明確な非金属性の破片や粉じんが見られる場合、あるいはATFが極端に黒ずみ、異臭を放っているような場合には、ATFのみの交換で終わらせるのではなく、ATのリビルド品への交換やオーバーホールなども検討すべきである。

なお、ATのロックアップ多用化によって油圧による劣化よりも潤滑による劣化の方が割合は大きくなった。これはロックアップすることでトルクコンバーターによる増幅作用が働かないことによる。ロックアップ領域の増加に伴いクラッチやブレーキバンドの摩耗粉も比例して増えていく傾向にある。一方で新しいAT用のATFでは低粘度化が進み負荷に対する劣化はしやすくなっているため、ATFとしてはまだ使えるもののATの変速時の衝動などの感覚的な劣化を感じるようになるまでの距離は短くなる傾向にある。そのため低粘度ATFを使用する車種の増加に伴いアフターマーケットにおいては低粘度でありながら高粘度指数を持つと謳うATFや添加剤が普及しつつある。